# Boler
Die Boler ist ein rund 22 km langer linker Zufluss der Mosel im Département Moselle.

## Geographie

### Quellbäche

#### Altbach
Der Altbach, am Oberlauf Litschemter Bach genannt, entspringt östlich von Zoufftgen aus mehreren Quellästen. Er fließt in östlicher Richtung an Zoufftgen vorbei. Bei Roussy-le-Village, welches er nördlich umfließt, wendet er sich südostwärts und vereinigt sich dann auf einer Höhe von etwa 410 m mit dem Rhein zur Boler. Der Altbach wird oft auch als Oberlauf der Boler angesehen.

#### Rhein
Der Rhein entspringt westlich von Dodenom. Er fließt zunächst in östlicher Richtung, wechselt dann bei Dodenom nach Süden und vereinigt sich schließlich mit dem Altbach zur Boler. Der Rhein wird oft auch als Zufluss der Boler betrachtet.

### Verlauf
Die Boler fließt zunächst in südöstlicher, dann in südlicher Richtung, bis sie Haute Parthe erreicht. Dort wird sie auf ihrer rechten Seite vom Klingelbach gespeist. Die Boler schlägt nun einen kleinen Bogen, fließt bei Basse Parthe kurz nach Norden und wendet sich dann in Richtung Osten, wobei sie stark mäandert. Sie passiert nun das gleichnamige Dorf Boler (Breistroff-la-Grande), fließt danach südlich an Breistroff-la-Grande-Évange vorbei. Kurz bevor sie in Fixem ankommt, fließt ihr auf ihrer linken Seite der aus Nordwesten kommende Faulbach zu. Sie umfließt Fixem von Norden und wird kurz darauf auf ihrer linken Seite vom Beyren gestärkt. Die Boler fließt nun südwärts, läuft dann am Westrand von Gavisse entlang und mündet schließlich auf der gegenüberliegenden Seite von Malling auf einer Höhe von etwa  146 m in die Mosel.

### Zuflüsse
- Klingelbach (rechts)
- Faulbach (links)
- Beyren (links)